# 庫樓四
库楼四（半人马座2，2 Cen / 半人马座g，g Cen）是半人馬座的一颗恒星，视星等为4.19，位于銀經316.32，銀緯26.91，其B1900.0坐标为赤經13h 43m 38.9s，赤緯-33° 26.91′ 5″。
库楼四是一颗半规则变星，其亮度在+4.16到+4.26之间变化，周期为12天。